# Петровское (Приозерский район)
Петро́вское (до 1948 года Петяярви, фин. Petäjärvi) — посёлок в Приозерском районе Ленинградской области. Административный центр Петровского сельского поселения.

## Название
Топоним Петяярви в переводе с восточно-финского и карельского языков означает «сосновое озеро», так первоначально называлось озеро, давшее название и деревне.
В начале 1948 года деревню переименовали в Приозёрное, но спустя несколько месяцев, в честь старшего сержанта медицинской службы Елизаветы Павловны Петровой (1924—1944), погибшей 9 июля 1944 года от осколка снаряда при демонстрации ложной переправы через Суванто-ярви, проводимой 133-м ОПАБом 17-го УРа, название поменяли на Петровка. Переименование в форме среднего рода — Петровское, было закреплено указом Президиума ВС РСФСР от 1 октября 1948 года.

## История
В XII — начале XVII века эти земли в составе Михайловского Сакульского погоста находились под властью Новгородского княжества и Русского царства. Впервые населённый пункт упоминается в Писцовой книге 1568 года под названием Петярвы (Петервы Грязные). Одна половина её являлась вотчиной Валаамского монастыря, а другая — Коневского. В той же книге упоминается вошедшая позже в состав посёлка деревня Рюхмя (фин. Ryhmä), имевшая двор монастырский на приезд, а крестьян (всего 14 человек) а пашни 9 обеж, земля середняя. В течение трехсот лет русско-шведская Ореховецкая граница проходила по реке Саянйоки (сейчас — Волчья), протекающей в 2 километрах от деревни.
В конце XVI — начале XVII веков деревня переходит к Швеции. В 1638 году в Петяярви имелось 17 дворов. В 1687 году волость Саккола от шведской королевы на всю жизнь получил Н. Розенфельт. Петяярви также принадлежало дворянину Йохану Клэфвершэлду, а с 1705 года К. Фреезе.
В ходе Северной войны в 1710 году Петяярви возвращается России. В 1713 году граф Иван Мусин-Пушкин получил в Саккола поместье, из 91 дома, с центром в Петяярви. Позднее, владельцем имения стал статский советник Иоаким Сиверс, а с 1774 года — барон И. Ю. Фредерикс. Здесь возникает русская помещичья усадьба, крестьяне попадают в крепостную зависимость.

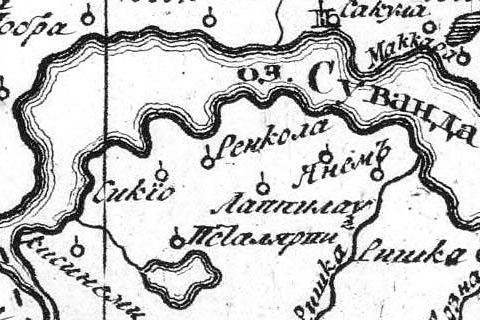
Деревня Петалярви на русской карте 1745 года

Известно, что в 1780 году крестьяне Саккола безрезультатно жаловались императрице, что помещики увеличили барщину и оброк. А 2 июня 1837 года в Петяярви произошли вооруженные столкновения по тому же поводу.
В XIX веке жители деревни активно торговали с Санкт-Петербургом. Туда везли молоко и молочную продукцию.
С 1867 по 1874 годы, по решению финского парламента, Финляндия выкупила помещичьи земли и передала их в собственность крестьян, которые выплачивали за неё покупную цену с процентами в течение 39 лет. В 1897 году в деревне была открыта народная школа.
В 1913—1918 годы близ Петяярви велось строительство железной дороги Петербург — Кексгольм — Хиитола.
В начале XX века Петяярви сильно выросло, образовав две группы домов — «пристанционная» или «деревенская» часть и «Рюхма» на шоссе:

При спуске по Кексгольмскому шоссе с высокого холма Паскамяки, взору открывалась долина ручья Петооя. Справа и слева от дороги располагалось по пять хозяйств с названиями Муора- и Юкюнмяки. За мостом через ручей находилась крупная самостоятельная часть деревни — Рюхмя (в переводе — группа домов). Здесь шоссе делало развилку. Одна из дорог уходила в сторону Петяярви и далее в деревню Ховинкюля, другая шла прямо через лес, к берегу озера Суванто. Основная дорога направлялась в Кивиниеми (Лосево) и далее в Кексгольм (Приозерск). Большая часть домов Рюхмя находилась непосредственно у развилки дорог, а также с левой стороны шоссе, по границе поля. У подножья холма Паскамяки находился перекресток шоссейных дорог. Слева начиналась ведущая к станции дорога, построенная в 20-х годах XX века. Дорога шла по границе поля и высокого соснового леса. Она была застроена домами крестьян равномерно, вдоль всего пути до станции. Каждая группа домов имела свои названия: Холманмяки, Хаасунти, Сопенмяки, Асема (станция). Далее, вдоль железной дороги, было еще две группы домов, каждая из которых состояла из трех отдельных хозяйств: Сювяоя и Аммяля.
В двух километрах от станции, на берегу реки Саянйоки (Волчья) располагалось местечко Косела, состоявшее из 4-х домов и водяной мельницы. У берега озера Лянняярви, расположенного южнее Петяярви, стоял одинокий хутор Анттила.

В 1911 году в Петяярви числилось 28 поселенческих поместий, а в 1939 году — 46 поселенческих поместий. Основным занятием жителей деревни было хлебопашество, животноводство и лес. Зимой также занимались рубкой леса, а весной работали на лесоповале. В 1928 году на реке Саянйоки, вниз по течению была построена деревенская ГЭС, которая стала самым крупным частным гидросооружением в Финляндии, и мельница.

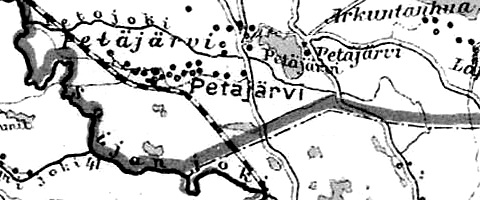
Деревня Петяярви на финской карте 1923 года

До 1939 года деревня Петяярви входила в состав волости Саккола Выборгской губернии Финляндской республики. К 1939 году деревня являлась одной из крупнейших деревень волости Саккола Выборгской губернии Финляндии. В 1939 году в деревнях Петяярви, Рюхмя и Ховинкюля (позже вошли в состав посёлка Петровского) насчитывалось 164 дома (в станционной части Петяярви было 86 домов, в Рюхмя у шоссе еще 32 хозяйства).
С 1 января 1940 года в составе Петяярвского сельсовета Раутовского района Ленинградской области.
С 1 июля 1941 года по 31 мая 1944 года финская оккупация.
В 1946 году посёлок Петяярви стал центром образованного сельсовета и центральной усадьбой совхоза Петровский.
С 1 октября 1948 года он учитывается как посёлок Петровское в составе Петровского сельсовета Сосновского района.
С 1 декабря 1960 года — в составе Приозерского района.
С 1 февраля 1963 года — в составе Выборгского района.
С 1 января 1965 года — вновь в составе Приозерского района.
В 1960-е годы центр усадьбы совхоза «Петровский» был перемещён в пристанционный посёлок Петяярви.
По данным 1966 года деревня Петровское входила в состав Петровского сельсовета и являлась его административным центром.
По данным 1973 года административным центром Петровского сельсовета являлся посёлок Петровское.
По данным 1990 года посёлок Петровское являлся административным центром Петровского сельсовета, в который входили 7 населённых пунктов, общей численностью населения 1705 человек. В самом посёлке проживали 1277 человек.
В 1997 году в посёлке Петровское Петровской волости проживали 1391 человек, в 2002 году — 1370 человек (русские — 90 %), посёлок являлся административным центром сельсовета.
В 2007 году в посёлке Петровское Петровского СП проживали 1393 человека, в 2010 году — 1333 человека.

## География
Посёлок расположен в южной части района на автодороге А121 «Сортавала» (Санкт-Петербург — Сортавала — автомобильная дорога Р-21 «Кола») в месте примыкания к ней автодороги 41К-261 (Орехово — Петяярви).
Расстояние до районного центра — 63 км.
Расстояние до ближайшей железнодорожной станции Петяярви — 5 км.
Посёлок находится на западном берегу Петровского озера, через посёлок протекает река Петровка.

## Демография
| 2007 | 2010  | 2017  |
| ---- | ----- | ----- |
| 1393 | ↘1333 | ↗1390 |

## Улицы
1-й Центральный проезд, 2-й Центральный проезд, Благодатная, Брусничная, Зоотехническая, Калинина, Комплекс Связист, Лесная, Новая, Озёрная, Окружная, Парусная, Подгорная, Полевая, Прибрежная, Придорожная, Садовая, Санитарная, Советская, Сосновая, Спортивная, Стадионная, Строительная, Суходольская, Тихая, Усадебная, Фермерская, Хвойная, Центральная, Черничная, Шоссейная, Яхтенная.